# فلسطين ستيريو
فلسطين ستيريو (بالإنجليزية: Falastine Stereo)‏ هو فيلم من إخراج وتأليف المخرج الفلسطيني رشيد مشهراوي وبطولة صلاح حنون، محمود أبو غازي، ميساء عبد الهادي، وعرين عمري.

## أحداث الفيلم
تدور الأحداث بين مخيّم جنين ورام الله، ووموضوعها مواجهة الاحتلال والفساد، من خلال قصّة الشقيقين «ميلاد» الملقّب بـ«ستيريو»، و«سامي»، اللذين يقرّران العمل في تأجير وتشغيل معدّات الصوت (دي جي) في المناسبات وسيلةً لتوفير المال بغرض الهجرة من مخيّم جنين إلى كندا.
الأخ الأكبر «ستيريو»، صاحب فكرة الهجرة، توقّف عن الغناء في الأعراس بعد استشهاد زوجته خلال قصف الاحتلال الإسرائيلي لبيته. يقيم بعدها في خيمة قريبة من ركام البيت مع شقيقه سامي الذي فقد حاستي السمع والنطق في القصف نفسه، وألغى مشروع الزواج من حبيبته ليلى، ليضمن استمرارية مشروع الهجرة.
يسير الفيلم في خطّين دراميين متوازيين، بين تقديم الأخوين خدماتهما إلى الأعراس والمؤتمرات والتظاهرات، وبين ليلى التي تحاول ثني حبيبها عن الهجرة. ويبلغ الفيلم ذروته حين يضع «ستيريو» قائمة تسعيرات لخدماته، فيجد نفسه يتاجر بالقضية، وتحديداً عندما يفكّر في تسعيرة لذكرى مجزرة صبرا وشاتيلا.

## روابط خارجية
- فلسطين ستيريو على موقع IMDb (الإنجليزية)
- فلسطين ستيريو على موقع روتن توميتوز (الإنجليزية)
- فلسطين ستيريو على موقع قاعدة بيانات الأفلام العربية
- فلسطين ستيريو على موقع أول موفي (الإنجليزية)
- فلسطين ستيريو على موقع فيلمافينيتي (الإسبانية)
- فلسطين ستيريو على موقع قاعدة بيانات الفيلم (الإنجليزية)
- فلسطين ستيريو على موقع ليتربوكسد (الإنجليزية)
- فلسطين ستيريو على موقع كينوبويسك (الروسية)